# Luis Martínez de Irujo y Artázcoz
Luis Martínez de Irujo y Artázcoz (Madrid, 17 novembre 1919 – Houston, 6 settembre 1972) è stato un nobile spagnolo, primo marito di Cayetana Fitz-James Stuart, XVIII duchessa d'Alba.
Era ingegnere industriale e avvocato.

## Biografia
Luis Martínez de Irujo y Artázcoz nacque a Madrid il 17 novembre 1919. Era il sesto figlio di Pedro Martínez de Irujo y Caro, IX duca di Sotomayor e V marchese di Casa Irujo (1882-1957) e di sua moglie, Ana María de Artázcoz y Labayen (1892-1930), dama della regina Vittoria Eugenia di Spagna.
Studiò al Real Collegio di Studi Superiori di Maria Cristina. Combatté nella guerra civile spagnola, nel lato nazionalista, guidato da Francisco Franco. A ventisette anni, il 12 ottobre del 1947, fu scelto da Jacobo Fitz-James Stuart, XVII duca d'Alba per sposare la sua unica figlia, Cayetana, poi duchessa di Montoro, ed erede del ducato, nella cattedrale di Siviglia. Un anno dopo, nacque il primo figlio, Carlos. In seguito ebbero altri cinque figli, Alfonso (1950), Jacobo (1954), Fernando (1959), Cayetano (1963) ed Eugenia (1968).
Nel 1953, dopo la morte del suocero, divenne duca consorte di Alba e cominciò a occuparsi di questioni relative alla gestione della casa. Ha servito per anni come Capo della Casa della Regina Vittoria Eugenia di Spagna, fino alla sua morte nell'esilio svizzero. Nel gennaio 1969, il duca ha negato l'autenticità della perla Peregrina.
Fu attivo in politica, essendo consigliere di Stato, procuratore di corte e consulente dell'educazione. Fece parte anche del mondo della finanza come consigliere nel Banco de España. Il suo amore per l'arte e il suo lavoro come mecenate, vennero esaltati con la chiamata alla direzione della Real Academia de Bellas Artes de San Fernando nel 1967, istituto in cui era entrato nel 1962. Dedicò il suo discorso inaugurale a "La Battaglia di Mühlberg nelle pitture murali di Alba de Tormes".
Era cavaliere della Real Maestranza di Cavalleria di Saragozza, nonché direttore degli Ordini Militari e membro del Tribunale Metropolitano. Dal 1964 fu membro del consiglio della fondazione del Museo del Prado.
Fu presidente dell'Associazione spagnola degli Amici del Castello e fece parte della Real Academia Catalana de Bellas Artes de San Jorge. Dal 1960 ricoprì l'incarico di economo generale della Caritas spagnola. Nel 1969 negò l'autenticità della perla peregrina.
Successivamente gli venne diagnosticata la leucemia. Insieme a suo figlio Carlos, si recò a Houston, per entrare in un centro specializzato nella sua malattia, la clinica Anderson. Tuttavia, nonostante i trattamenti sanitari ricevuti, morì a Houston il 6 settembre del 1972 dopo una lotta coraggiosa contro la malattia.
Lo stesso anno della morte, era stato nominato presidente dell'Istituto di Spagna, ma non è riuscì a prendere possesso del suo ufficio.
Fu sepolto nel monastero dell'Immacolata Concezione di Loeches, nella tomba di famiglia della Casa d'Alba.

## Albero genealogico
|                                                                               |                                    |                                                                  | Genitori                                                                 |  |  | Nonni |  |  | Bisnonni                                                     |  |  | Trisnonni                                                  |  |
|                                                                               |                                    |                                                                  |                                                                          |  |  |       |  |  | Carlos Martínez de Irujo y McKean, II Marchese di Casa Irujo |  |  | Carlos Martínez de Irujo y Tacón, I Marchese di Casa Irujo |  |
|                                                                               |                                    |                                                                  |                                                                          |  |  |       |  |  | Carlos Martínez de Irujo y McKean, II Marchese di Casa Irujo |  |  | Carlos Martínez de Irujo y Tacón, I Marchese di Casa Irujo |  |
|                                                                               |                                    | Sarah Maria McKean                                               |                                                                          |  |  |       |  |  | Carlos Martínez de Irujo y McKean, II Marchese di Casa Irujo |  |  |                                                            |  |
| Carlos Martínez de Irujo y del Alcázar, VIII Duca di Sotomayor                |                                    |                                                                  |                                                                          |  |  |       |  |  | Carlos Martínez de Irujo y McKean, II Marchese di Casa Irujo |  |  |                                                            |  |
|                                                                               |                                    | Gabriela del Alcázar y Vera de Aragón, VII Duchessa di Sotomayor | Juan del Alcázar y Venero Bustamante, VI Marchese del Valle de la Paloma |  |  |       |  |  |                                                              |  |  |                                                            |  |
|                                                                               |                                    | Gabriela del Alcázar y Vera de Aragón, VII Duchessa di Sotomayor | Juan del Alcázar y Venero Bustamante, VI Marchese del Valle de la Paloma |  |  |       |  |  |                                                              |  |  |                                                            |  |
|                                                                               |                                    | Gabriela del Alcázar y Vera de Aragón, VII Duchessa di Sotomayor | Teresa de Vera de Aragón y Nin de Zatrillas, II Duchessa de la Roca      |  |  |       |  |  |                                                              |  |  |                                                            |  |
| Pedro Martínez de Irujo y Caro, IX Duca di Sotomayor                          |                                    | Gabriela del Alcázar y Vera de Aragón, VII Duchessa di Sotomayor |                                                                          |  |  |       |  |  |                                                              |  |  |                                                            |  |
|                                                                               |                                    | Pedro Caro y Álvarez de Toledo, V Marchese de la Romana          | Pedro Caro y Salas, IV Marchese de la Romana                             |  |  |       |  |  |                                                              |  |  |                                                            |  |
|                                                                               |                                    | Pedro Caro y Álvarez de Toledo, V Marchese de la Romana          | Pedro Caro y Salas, IV Marchese de la Romana                             |  |  |       |  |  |                                                              |  |  |                                                            |  |
|                                                                               |                                    | Pedro Caro y Álvarez de Toledo, V Marchese de la Romana          | María Tomasa Álvarez de Toledo y Palafox                                 |  |  |       |  |  |                                                              |  |  |                                                            |  |
| María Caro y Széchényi                                                        |                                    | Pedro Caro y Álvarez de Toledo, V Marchese de la Romana          |                                                                          |  |  |       |  |  |                                                              |  |  |                                                            |  |
|                                                                               |                                    | Contessa Isabella Széchényi di Sárvár-Felsővidék                 | Conte Paolo Széchényi di Sárvár-Felsővidék                               |  |  |       |  |  |                                                              |  |  |                                                            |  |
|                                                                               |                                    | Contessa Isabella Széchényi di Sárvár-Felsővidék                 | Conte Paolo Széchényi di Sárvár-Felsővidék                               |  |  |       |  |  |                                                              |  |  |                                                            |  |
|                                                                               |                                    | Contessa Isabella Széchényi di Sárvár-Felsővidék                 | Contessa Emilia Zichy-Ferraris di Zich e Väsonykeö                       |  |  |       |  |  |                                                              |  |  |                                                            |  |
| Luis Martínez de Irujo y Artázcoz                                             |                                    | Contessa Isabella Széchényi di Sárvár-Felsővidék                 |                                                                          |  |  |       |  |  |                                                              |  |  |                                                            |  |
|                                                                               | Vicente Manuel de Artázcoz y Plaza | Miguel Ramón de Artázcoz y Benitúa                               |                                                                          |  |  |       |  |  |                                                              |  |  |                                                            |  |
|                                                                               | Vicente Manuel de Artázcoz y Plaza | Miguel Ramón de Artázcoz y Benitúa                               |                                                                          |  |  |       |  |  |                                                              |  |  |                                                            |  |
|                                                                               | Vicente Manuel de Artázcoz y Plaza | María Rosa de la Plaza y Galarza                                 |                                                                          |  |  |       |  |  |                                                              |  |  |                                                            |  |
| Francisco Javier de Artázcoz y Urdinola                                       | Vicente Manuel de Artázcoz y Plaza |                                                                  |                                                                          |  |  |       |  |  |                                                              |  |  |                                                            |  |
|                                                                               |                                    | Romana Josefa de Urdinola y Salcedo                              | Ignacio María de Urdinola y Arbide                                       |  |  |       |  |  |                                                              |  |  |                                                            |  |
|                                                                               |                                    | Romana Josefa de Urdinola y Salcedo                              | Ignacio María de Urdinola y Arbide                                       |  |  |       |  |  |                                                              |  |  |                                                            |  |
|                                                                               |                                    | Romana Josefa de Urdinola y Salcedo                              | Micaela de Salcedo y Landecho                                            |  |  |       |  |  |                                                              |  |  |                                                            |  |
| Ana María de Artázcoz y Labayen, Dama della regina Vittoria Eugenia di Spagna |                                    | Romana Josefa de Urdinola y Salcedo                              |                                                                          |  |  |       |  |  |                                                              |  |  |                                                            |  |
|                                                                               |                                    | Miguel Antonio de Labayen y Eguía                                | Juan Francisco de Labayen y Pagola                                       |  |  |       |  |  |                                                              |  |  |                                                            |  |
|                                                                               |                                    | Miguel Antonio de Labayen y Eguía                                | Juan Francisco de Labayen y Pagola                                       |  |  |       |  |  |                                                              |  |  |                                                            |  |
|                                                                               |                                    | Miguel Antonio de Labayen y Eguía                                | María Juana de Eguía y Zubelzu                                           |  |  |       |  |  |                                                              |  |  |                                                            |  |
| María Luisa de Labayen y Aranzabe                                             |                                    | Miguel Antonio de Labayen y Eguía                                |                                                                          |  |  |       |  |  |                                                              |  |  |                                                            |  |
|                                                                               |                                    | María de la Concepción de Aranzabe y Alpízar                     | Juan Antonio de Aranzabe y Arámburu                                      |  |  |       |  |  |                                                              |  |  |                                                            |  |
|                                                                               |                                    | María de la Concepción de Aranzabe y Alpízar                     | Juan Antonio de Aranzabe y Arámburu                                      |  |  |       |  |  |                                                              |  |  |                                                            |  |
|                                                                               |                                    | María de la Concepción de Aranzabe y Alpízar                     | María del Rosario de Alpízar y Arévalo                                   |  |  |       |  |  |                                                              |  |  |                                                            |  |
|                                                                               |                                    | María de la Concepción de Aranzabe y Alpízar                     |                                                                          |  |  |       |  |  |                                                              |  |  |                                                            |  |